# アフリカタマゴヘビ
アフリカタマゴヘビ（阿弗利加卵蛇、Dasypeltis scabra）は、ナミヘビ科タマゴヘビ属に分類されるヘビ。単にタマゴヘビとも言う。

## 分布
サハラ砂漠を除いたアフリカ大陸、アラビア半島南部

## 形態
全長50-100cm。鱗には筋状の隆起があり、同所に分布するクサリヘビ科の構成種（ナイトアダー、ノコギリヘビなど）に擬態していると考えられている。体色は灰色や緑褐色、淡褐色などで、地域や個体による変異が大きい。背面に暗色の斑紋が不規則に入る。頭部背面にはアルファベットの「V」字状の斑紋が2つ入り、頸部背面にも同じような斑紋が入る。
孵化直後の幼蛇は全長20cmほど。

## 生態
サバンナや低木林などに生息する。危険を感じるとノコギリヘビのように頸部を広げ、鱗を擦りあわせて警告音を出す。
食性は動物食で、鳥類の卵のみを食べる。卵がない時（鳥類の繁殖期ではない時期）は絶食して水を飲むのみで過ごす。この特異な食性に適応して歯はほぼ完全に消失しており、代わりに食道付近の脊椎骨下突起が発達して鋭くトゲのようになっており、これで飲み込んだ卵の殻を突き破り傷をつける。そして卵を食道付近の筋力で押しつぶして割り、中身を絞り出すように胃に送り込んだ後殻だけを口から吐き出す。舌を用いた鋭敏な嗅覚で、新鮮な卵を見分けることもできる。飼育下では主にウズラの卵を餌として、1ヶ月程度に1日の割合で一度に4-5個与える。
繁殖形態は卵生。1回に12-15個、最大18個の卵を産む。卵は3-4か月で孵化する。

## 人間との関係
ペットとして飼育されることもあり、日本にも輸入されている。餌としては成体でもウズラ、幼体ではジュウシマツなどの卵が必要になる。